# (1163) Saga
(1163) Saga – planetoida należąca do zewnętrznej części pasa głównego asteroid okrążająca Słońce w ciągu 5 lat i 286 dni w średniej odległości 3,22 au. Została odkryta 20 stycznia 1930 roku w Landessternwarte Heidelberg-Königstuhl w Heidelbergu przez Karla Reinmutha. Nazwa planetoidy pochodzi od staroskandynawskich dzieł epickich nazywanych sagami. Przed nadaniem nazwy planetoida nosiła oznaczenie tymczasowe (1163) 1930 BA.